# Ange Joseph Jean de Guernissac
Ange Joseph Jean de Guernissac est un homme politique français né le 15 octobre 1766 à La Forêt-Fouesnant (Finistère) et mort le 15 juin 1846 à Plouigneau (Finistère).

## Biographie
Engagé dans un régiment d'infanterie en 1780, où il est sous-lieutenant, il émigre en 1792 et entre dans les chevau-légers de la garde du roi. Devenu colonel, il revient en France à la fin du Directoire. Emprisonné après l'attentat de la rue Saint-Nicaise, il est sous surveillance de la police.
Maire de Plouigneau en 1811, il est conseiller d'arrondissement puis conseiller général en 1828. Président de la société d'agriculture de Morlaix, il est aussi inspecteur de la garde nationale du Finistère. Il est député de 1827 à 1830, siégeant au centre, parmi les soutiens aux ministères de la Restauration. Il démissionne à l'avènement de la Monarchie de Juillet.

## Sources
- « Ange Joseph Jean de Guernissac », dans Adolphe Robert et Gaston Cougny, Dictionnaire des parlementaires français, Edgar Bourloton, 1889-1891 [détail de l’édition]